# Эль-Риди, Джамиль
Джамиль Омар Хатем Абдулалем Джамиль Эль-Риди (англ. Jamil Omar Hatem Abdulalem Jamil El Reedy; 22 октября 1965, Каир, ОАР) — египетский горнолыжник, участник зимних Олимпийских игр 1984 года. По состоянию на 2020 год остаётся единственным представителем Египта на зимних Олимпийских играх.

## Биография
Родился в 1965 году в Каире, но вырос в американском городе Платсберг, штат Нью-Йорк.
В 1984 году он стал первым в истории представителем Египта на зимних Олимпийских играх. На играх в Сараево Эль-Риди выступил во всех трёх дисциплинах: в слаломе финишировал на 46 месте, показав время — 2:56.93; в скоростном спуске финишировал 60-м с результатом 3:13.86, отстав от победителя на 88.27 секунд и почти на 60 секунд отстал от занявшего 59 место Лазароса Арконтопулоса. Также выступил в гигантском слаломе, но финишировать не смог.